# 林家はな平
林家 はな平（はやしや はなへい、1984年5月6日 - ）は、落語協会所属の落語家。

## 経歴
福岡市早良区出身。福岡市立原中学校、私立大濠高等学校を経て、高校卒業後の2003年3月、福岡から上京。学習院大学に入学し、2007年3月に学習院大学経済学部卒業と同時に九代目林家正蔵に入門。10月1日に前座となる。前座名「はな平」。
2011年、二ツ目昇進。
2022年3月下席より三遊亭律歌、蝶花楼桃花、柳家風柳と共に真打に昇進。

## 芸歴
- 2007年
  - 3月 - 九代目林家正蔵に入門。
  - 10月 - 前座となる、前座名「はな平」。
- 2011年 - 二ツ目昇進。
- 2022年 - 真打昇進。

## 得意ネタ
- 牛ほめ[1]
- 茶の湯[1]
- 片棒[1]
- 芝浜[1]
- 紀州[1]
- 甲府い[1]
- 松竹梅[1]
- 青菜[1]
- 中村仲蔵 - 小規模落語会で「仮名手本忠臣蔵」を解説してからの落語公演の経験あり。
- 権兵衛狸（博多弁にて）

## 受賞歴
- 2022年 - 令和4年度文化庁芸術祭優秀賞[10]
- 2023年 - 令和5年度花形演芸大賞 銀賞[11]

## 出演
- NHK連続テレビ小説「梅ちゃん先生」 - 林家たこ蔵と共に電器屋役
- NHK「立川志らくの演芸図鑑」
- NHKEテレ「テストの花道～点数アップにつながる！知っておきたい日本語～」
- BS12「ミッドナイト寄席」
- 日テレ「ヒルナンデス!」
- フジテレビ「全力!脱力タイムズ」

## 著書
- 山田全自動と林家はな平の落語あるある（辰巳出版、2022年、ISBN 978-4777828814）